# Alojzije Stjepan Mišić
Alojzije Mišić (10. november 1859 – 26. marec 1942) je bil prelat Katoliške cerkve, ki je opravljal službo Mostarsko-duvanjskega in stalnega apostolskega administratorja Trebinjsko-mrkanske škofije od 1912 do 1942. Med letoma 1909 in 1912 je bil provincial Frančiškanske province Bosne in Hercegovine.

## Biografija

### Mladost in izobraževanje
Rojen je bil v družini Mata in Marije (roj. Cigić) v Gradiška in krščen z imenom Stjepan. Alojzije je imel dve sestri, Marijo in Perso, ki je bila redovnica. Njegova družina je izhajala iz Hercegovine. V otroštvu je dobil vzdevek Stipo ali Stipica.  Mišić je obiskoval državno šolo v domačem kraju od leta 1866 do 1870.  Njegovi starši so mu nameravali dati dobro izobrazbo in pri tem jim je pomagal domači župnik fra Marko Dulibić, ki jim je svetoval, naj pošljejo Stjepana v frančiškansko semenišče, ki ga je obiskoval od 1870 do 1874. 21. septembra 1874 je vstopil v noviciat v Fojnici in se preimenoval v Alojzija v samostan in cerkev sv. Frančiška Asiškega v Guči Gori, kjer je 15. novembra 1875 naredil začasne zaobljube. |1986|p=281}} Tam je študij končal z odličnim uspehom  Provinca ga je poslala v študiral teologijo na Srednji teološki šoli v Ostrogonu na Madžarskem, kjer je študiral od 1878 do 1882  Med študijem na Madžarskem je 14. oktobra 1880 izrekel slovesne zaobljube in bil posvečen v duhovnik 7. julija 1882, kardinal János Simor. Mlado mašo je obhajal 15. avgusta 1882. 

### Duhovništvo
Po vrnitvi v domovino leta 1882 je bil Mišić najprej kaplan v Banjaluki, istega leta pa ga je provinca na predlog vrhbosanskega nadškofa Josipa Stadlerja imenovala za veroučitelja v več šole v Sarajevu. Obenem je pomagal pri pastoralni oskrbi v domači župniji. Nato je bil od leta 1884 tajnik banjaluškega škofa Marijana Markovića in generalni vikar škofije. do 1891. Mišić je bil leta 1891 imenovan za gvardijana frančiškanskega samostana na Petrićevcu in tam ostal do leta 1894.{ {sfn|Šalić|2002|p=143}} Ko je bil tam, je zgradil zvonik samostanske cerkve.
Leta 1894 je bil imenovan za župnika v Bihaću. Med bivanjem v Bihaću je Mišić ustanovil hrvaško pevsko in tamburaško društvo »Krajišnik« s knjižnico  Ustanovil je tudi razne druge katoliške, gospodarske in nacionalne organizacije. Pomagal je oživiti tamkajšnje versko in politično življenje pogosto so imeli kmetje gospodarska predavanja in jim dajali razne knjige na to temo. K krepitvi katoliške trgovine v mestu je Mišić prispeval tudi s spravo vojskujočih se družin in ustanovitvijo trgovsko-obrtno društvo za medsebojno pomoč. Pomagal je tudi pri krepitvi hrvaške narodne zavesti v mestu in spodbujal uradnike k ustanavljanju narodnih združenj. Da bi pomagal kmetom osvoboditi podložnosti, je ustanovil Hrvaško narodno zadrugo. Mišić je tudi lokalno cerkev močno obnovil in razširil. Leta 1904 je bil ponovno imenovan za gvardijana samostana na Petrićevcu, kjer je ostal do leta 1907. Mišić je bil nato imenovan za predsednika Frančiškanske rezidence v Visokem, kjer je služboval dve leti, ko je bil izvoljen za provinciala Frančiškanske province Bosne Srebrene. Leta 1910 je Mišić kot provincial porušil staro cerkev na sarajevskem Bistriku in zgradil današnjo cerkev sv. Antona.

### Škofija

#### Sestanek
Mostarsko-duvanjski škof in stalni apostolski administrator trebinjsko-mrkanski Paškal Buconjić je bil zadnja leta svojega življenja pogosto bolan. Čeprav je bila zgrajena nova škofovska rezidenca, Buconjić se noče preseliti in živi v starem stanovanju v Vukodolu. Buconjičev tajnik fra Radoslav Glavaš je izkoristil njegovo šibko stanje, da bi se obdržal na oblasti in ga držal neobveščenega ter tako pod nadzorom in odvisnostjo. Glavaš je finančna sredstva škofije usmeril v Hercegovsko frančiškansko provinco,  in v škofijah ni bilo pričakovati odločnih korakov. To je opazil tudi vrhbosanski nadškof Josip Stadler, ki je z namenom izboljšanja razmer v škofijah prosil Rim, naj za koadjutorja imenuje njegovega pomožnega škofa Ivana Šarića. mostarsko-duvanjski škof z nasledstveno pravico .
Buconjić je v predlogih za škofovskega koadjutorja videl svojo zamenjavo in se jim je odločno zoperstavil. Buconjićeva drža je tako razjezila starejše hercegovske frančiškane, da se je novi provincial Begić med bivanjem cesarja Franca Josipa v Mostar 3. junija 1910 predlagal za škofovskega koadjutorja.{ { sfn|Perić|2009|pp=77-78}} Buconjić, ki je izvedel za namene vlad v Sarajevu in na Dunaju ter Begićev predlog cesarju, je pisal papežu Piju X. in predlagal Frana Lulića, dalmatinskega frančiškana, in dva Hercegovska frančiškana Špir Špirić in David Nevistić kot kandidata za njegovega naslednika. Buconjić je bil razočaran nad hercegovskimi frančiškani, ki so doživeli njegova prva izbira, Dalmatinec Lulić kot žalitev. Po opozorilu, da ima samo cesar pravico imenovati in papež potrjevati, je Buconjić iste kandidate predlagal Francu Jožefu in ga prosil, naj imenuje škofa koadjutorja.
Novi skupni finančni minister Stephan Burián von Rajecz ni podpiral imenovanja duhovščine, ki ni bila blizu promadžarskim nastrojenim, zato se ni strinjal s Stadlerjevim predlogom za imenovanje Šarića za škofa koadjutorja. Oblasti so podprle frančiškane, Šarić pa je vladi na Dunaju nediplomatsko razlagal, da bi ga morali imenovati, ker med hercegovskimi frančiškani ni dobrih kandidatov. Burián je ukazal, naj se med bosanskimi frančiškani poišče kandidat za Buconjićevo zamenjavo. Vplivni člani avstro-ogrske vlade v Sarajevu so sklenili, da naj bo novi škof v Mostarju Alojzije Mišić, nekdanji madžarski študent in zaupanja vredna oseba promadžarskih članov vlade v Sarajevu. Vlada v Sarajevu je 19. februarja 1910 predlagala Mišića za škofa koadjutorja, vendar je vlada na Dunaju to odločitev za nekaj mesecev odložila zaradi priprav na cesarski pohod v Bosno in Hercegovino.
Vlada v Sarajevu je Lulića ocenila za neprimernega, ker je živel v Rimu in kot Dalmatinec ne bi mogel razumeti mentalitete hercegovskega polka. Avstro-Ogrska vlada je zavračala vse predlagane iz Rima, ki niso sprejemali liberalne politike monarhije – jožefinizma. Vlada v Sarajevu je menila, da je Mišić bolj usposobljen kot druga dva kandidata. Vlada na Dunaju je obvestila Rim, da namerava Mišića imenovati za škofa koadjutorja, vendar je Rim ravnotežil med predloge avstro-ogrskih oblasti in Buconjića ter se odločili počakati na Buconjićevo smrt, da bi rešili vprašanje.
Buconjić umre v Mostar 8. decembra 1910. na praznik Brezmadežnega spočetja BDM. Po Buconjićevi smrti je po določbah cerkvenega prava 19. decembra 1910 nadškof metropolit Josip Stadler Lazarevića imenoval za upravitelja duhovnih zadev obeh hercegovskih škofij. Materialno skrb za škofije je dobil Radoslav Glavaš, ki je s svojim položajem dodatno obogatil Hercegovsko frančiškansko provinco. Dunaj je o njegovih imenovanjih predlagal Ivana Šarića, Toma Igrc in Ivana Dujmušića za kandidate za novega škofa v Mostarju, pri čemer je opozoril, da razmišljal tudi o nekaterih hercegovskih frančiškanih, vendar zaradi svoje vestnosti ni mogel predlagati nobenega od njih. Njegovi predlogi so bili hitro zavrnjeni, ker so avstro-ogrske oblasti dajale prednost frančiškanom pred škofijsko duhovščino. in želel frančiškana za novega škofa.
Čeprav je Rim podpiral Paškala Buconjića, prvega Lulićevega selektorja, po Buconjičevi smrti avstro-ogrska oblast Lulića ni imela za resnega kandidata. Rim ni podprl izbire Dunaja za imenovanje Mišića za škofa zaradi njegovega spora z nadškofom Stadlerjem in je začel iskati svoje kandidate. Po sporu glede kandidata za škofa v Mostarju, so avstro-ogrske oblasti Mišića drugič uradno predlagale v Rimu 5. januarja 1912.  Papež je predlog sprejel, zato je Burián prosil cesarja za imenovanje Mišića, kar je cesar in storil 14. februar. Papež je Mišića razglasil za novega škofa 29. april 1912. 11. junij 1912 Mišić odide v Rim, da prejme škofovsko posvečenje. .

#### Škofovsko delovanje
Mišića je v baziliki svetega Antona v Rimu 18. junija 1912 posvetil frančiškanski kardinal Diomede Falconio. Frančiškanska škofa  Giacomo Ghezzi in Graziano Génnaro sta bila sovoditelja. Za svoje geslo si je vzel "Caritate et amore omnia vincuntur" ("Dobrodelnost in ljubezen premagata vse"). Mišić je prišel v Rim v spremstvu bosanskega frančiškana Josipa Andrića in hercegovskega frančiškana Ambrozija Miletića, , ki sta predstavljala hercegovske frančiškane. Posvečenja sta se udeležila general frančiškanskega reda Pacifico Monza in avstro-ogrski veleposlanik v Rimu Alois Schönburg-Hartenstein. Po posvetitve je Mišić večkrat bival v Rimu, papež pa ga je sprejel 20. junija. 
Po obisku pri papežu je Mišić 21. junija zapustil Rim in 25. junija prispel na Dunaj, da bi, kot je navada na treh Madžarskih, prisegel pred cesarjem Francom Jožefom. Naslednji dan je prispel v Sarajevo. 5. julija 1912 je Mišić obvestil upravitelj za duhovne zadeve dveh hercegovskih škofij Lazar Lazarević, da želi njegovo ustoličenje 14. julija, svoj prihod pa je javno napovedal 5. julija.  Mišića so frančiškani sprejeli hladno Hercegovine. Številni visoki hercegovski frančiškani so ignorirali njegovo imenovanje, med drugim administrator za materialne zadeve dveh hercegovskih škofij Radoslav Glavaš (starejši), Nikola Šimović, Anđel Nuić in Ambrozije Miletić.
18. februarja 1917 je bil Mišić odlikovan s poveljniško zvezdo reda Franca Jožefa.
Med prvo svetovno vojno, poleti 1917, je Hercegovino pustošila lakota. Nekatere župnije iz Hercegovine so hodile čez Savo po hrano za svoje župljane. 5. decembra 1917 je Mišić pisal zagrebškemu nadškofu Antunu Bauerju s prošnjo, naj prosi svoje župnike, da zbirajo miloščino od svojih župljanov. Bauer mu je odgovoril tako, da mu je svetoval, da bi bilo najbolje poslati nekaj frančiškanov zbirat miloščino na Hrvaško.
Leta 1918 je bila Avstro-Ogrska razpuščena, celotna Bosna in Hercegovina pa je bila vključena v novoustanovljeno Kraljevino Srbov, Hrvatov in Slovencev, ki ji je vladala srbska pravoslavna dinastija Karađorđević. 10. novembra 1923 je Aleksandar I. Karađorđević odlikoval Mišića z redom svetega Save I. stopnje.

#### Upravna organizacija
Ko je postal škof, je imel Mišić na razpolago samo 12 škofijskih duhovnikov, ostala duhovščina pa so bili frančiškani. Balkanska vojna in Prva svetovna vojna sta končali možnost šolanja dodatnih škofijskih duhovnikov, medtem ko je število frančiškanov naraslo. Okoliščine so zahtevale ustanavljanje novih župnij in Mišić je imel, tako kot njegov predhodnik, pooblastilo za imenovanje frančiškanov na nove župnije s soglasjem generalnega frančiškanskega reda. Hercegovski frančiškani so obvestili škofa Mišića, da ne bodo služili novim župnijam, dokler ne bo iz Rima izdan dekret, po katerem bodo župnije pravno prenesene nanje. duhovščine, čeprav od leta 1925 Propaganda mu je pošiljala približno 2000 dolarjev na mesec za izobraževanje posvetne duhovščine. Denar je med drugo svetovno vojno ostal neporabljen in obležal v bankah. Prav tako ni hotel imenovati novoposvečenih laiških duhovnikov v župnije.
Kot škof je Mišić ustanovil 14 novih župnij in zgradil 21 cerkva in 24 župnijskih hiš. Med župnijami, ki jih je ustanovil, so Čapljina (1917), Izbicno (1917), Čitluk. 1918), Gradac-Blizanci (1918), Tepčići (1918), Jablanica (1919), Grljevići (1919), Kongora (1921), Prisoje (1922), Kruševo (1924), Ledinac (1930), Rašeljke (1934), Crnač (1935) in Šipovača (1939).
Hercegovski frančiškani so izkoristili Mišićevo poreklo kot bosanskega frančiškana, da bi poskušali spremeniti »decizijo« iz leta 1899 o delitvi župnij med njimi in škofijsko duhovščino, ki jo je izdal Sveti sedež.Alojzije Bubalo, provincial hercegovskih frančiškanov, je 25. aprila 1922 poslal papežu prošnjo, naj jim podeli župnije, določene z »Odločbo« za škofijske duhovščine. Prosili so, da jim pripadejo vse obstoječe in bodoče župnije na Mostarsko-duvanjski ter župnija Neum, ki je spadala pod trebinjsko-mrkansko škofijo. Frančiškani so obrazložili, da je njihova prošnja upravičena, ker v škofiji primanjkuje škofijske duhovščine, dejavni pa so le trije škofijski duhovniki. Vendar je glavni razlog za odsotnosti posvetne duhovščine je bila v tem, da prejšnji škof Buconjić in nato škof Mišić nista dovolj skrbela za izobraževanje posvetne duhovščine  Mišić naj bi takrat odpotoval v Rim na obisk »ad limina« pri papežu, spremljal pa ga je kustos hercegovskih frančiškanov p. Jerko Boras. Boras naj bi prošnjo podal generalu frančiškanskega reda Bernardinu Klumperju, ki se bo o tem pogovoril s papežem. Ker Klumperja takrat ni bilo, so peticijo predali Callistu Zuccottiju, prokuratorju frančiškanskega reda. Zuccotti je pred predajo peticije papežu povabil Mišića, pokrovitelja frančiškanskega reda kardinala Oresteja Giorgija in Borasa na pogovor o zadevi. Sklenili so, da mora Mišić osebno izpolniti zahtevo in jo predložiti papežu.
22. maja 1922 je Mišić dopolnil peticijo . V Mišićevi različici ni bilo razlike med sedanjo in bodočo župnijo, ki naj bi jo ustanovili. Razlog za takšno spremembo je bil, da je bila prejšnja različica v nasprotju z določbami cerkvenega prava, ki je določalo, da vsaka novoustanovljena župnija, nastala z ločitvijo od redovne župnije, pripada v prosto razpolaganje škofu in ne redovni skupnosti. . Kongregacija za izredne cerkvene zadeve je Mišića prosila, naj jim posreduje seznam župnij, ki bi bile na voljo škofu.
Potem ko kongregacija ni sprejela peticije, se je Mišić na celotno zadevo oglušil. Šele na Bubalovo vztrajanje je Mišić privolil v pošiljanje peticije, a je prosil Bubala, naj jo napiše  Bubalo je 20. maja 1923 napisal še eno peticijo. V tej prošnji je prosil, da bi frančiškanom poleg 25 župnij, ki jim pripadajo po »Odločbi«, podelili še 27 župnij, od katerih jih 13 še ni ustanovljenih, medtem ko bo 21 župnij rezerviranih za sv. škofijske duhovščine (takrat je bilo samo 8 takšnih župnij). . Njegova prošnja je prejela Mišićevo priporočilo z odobritvijo škofovega konzistorija, ki sta ga sestavljala Boras in škofijski duhovnik Marijan Kelava 3. junija 1923. Bubalo je prošnjo poslal prokuratorju frančiškanskega reda v Rim 12. junija 1921.  Kongregacija je sklenila reskript z dne 22. junija 1923, da lahko škof da zaprošene župnije frančiškanom, dokler Sveti sedež ne odloči drugače . S tem dogodkom se je začela »Hercegovina Afera". Napačne informacije, poslane v Vatikan o stanju Cerkve v Hercegovini, so zaostrile spor.
26. aprila 1924 je Bubalo prosil generalni definitorij frančiškanskega reda za dovoljenje za prevzem župnij, leta 1924 pa je bil general frančiškanskega reda pooblaščen, da ugodi prošnji hercegovskih frančiškanov, general pa je ugodil prošnji 30. maja 1924.  Zato je Bubalo 10. januarja 1925 od Mišića zahteval sprejetje reskripta iz leta 1923, saj so hercegovski frančiškani dobili potrebno soglasje generalnega definitorija. Mišić je 15. maja 1925 prinesel reskript s spremembami, tako da je Gabela in Glavatičevo namesto pod škofijsko upravo postavila pod frančiškansko, medtem ko sta bila Prisoje in Dobrich pod škofijsko upravo.  Nezadovoljni s spremembo so frančiškani prosili Mišića, naj reskripta ne spremeni, vendar je Mišić ocenil, da je to dobra odločitev in sprememba je ostala. Marko Perić piše, da je bil možen motiv za spremembo Mišićevo upanje, da bodo frančiškani spremembe zavrnili, tako da bo vsa zadeva znova prišla pred Rim.  Mišić svojega dekreta ni nikoli javno objavil zaradi možne reakcije škofijskega klera.
Škof Buconjić je kupil zemljišče za novo stolno cerkev v Mostarju v mostarski četrti Rondo, , ki je pripadalo župniji Guvno. Zemljišče za novo stolnico so kasneje zaradi dolgov dali v zastavo v korist hercegovanske frančiškanske kustodije; takrat je bil Buconjić priklenjen na posteljo. Mišić je nameraval nadaljevati gradnjo in je za bodočo katedralo naročil položiti 250 kvadratnih metrov klesanega kamna, vendar gradnje nikoli ni začel. Katedrala ni bila nikoli zgrajena, zasluge pa so kasneje prevzele jugoslovanske komunistične oblasti in na njenem mestu zgradile »Hišo kulture«. Kolikor je mogoče rzaradi zastoja gradnje Marko Perić vidi namero frančiškanov, da prevzamejo župnijo Guvno.
Škofijska duhovščina je izvedela za skupno prizadevanje Mišića in frančiškanov, da bi spremenili odločitev Vatikana, šele leta 1937. Ilovača mu je zagotovil, da reskript ni bil izvršen, čeprav je sam posnel tako reskript kot Mišićev dekret o njegovi izvršitvi. Leta 1935 je Mišić zaupal Čule vzgojo škofijskih duhovnikov. Njihovo število je začelo naraščati in mnogi frančiškani so komentirali, da zanje ne bo dovolj župnij. Leta 1937 se je škofijska duhovščina župnije Drinovci seznanila z reskriptom in njegovim sprejetjem, kar je povzročilo zmedo v njihovih vrstah. Svoje pomisleke so prinesli Ilovaču, ki jih je ponovno pomiril in lažno trdil, da Mišić reskripta ni potrdil. Mišić je posvetil samo 27 škofijskih duhovnikov, proti 160 frančiškanom. Leta 1939 je omejil število škofovskih kandidatov iz hercegovskih škofij v semenišču v Travniku na samo 33, verjetno pod vplivom frančiškanov.
Leta 1937 so frančiškani na provincialnem kapitlju Hercegovske frančiškanske province prosili škofa, naj zagotovi hercegovskega frančiškana za njihovega naslednika z imenovanjem škofa koadjutorja. V tem pismu so zapisali, da je bila Hercegovina "sedem stoletij frančiškanska, prepojena z njihovim znojem in mučeniško krvjo" in da so frančiškani "ohranili Hrvaško in hercegovsko katolištvo". Zapisali so še, da je Mišić "velik sin frančiškanskega reda" in da "v njem živi sveti frančiškanski duh in ne bo dovolil, da bi se ta duh zmanjšal oz. Ker niso vedeli za prošnjo frančiškanov, so imeli škofijski duhovniki svoj letni zbor, s katerega so škofu poslali memorandum, v katerem so ga spraševali o razmerah z župnijami, vendar Mišić ni nikoli odgovoril.
Leta 1939 so škofijski duhovniki o razmerah z župnijami vendarle obvestili nadškofa vrhbosanskega metropolita Ivana Šarića, ta pa apostolskega nuncija v Beogradu. Tako je zadeva spet prišla do Rima. Leta 1940 so o njej razpravljali pred Propagando in Kongregacijo za izredne cerkvene zadeve. Kardinal Giuseppe Bruno, ki je podpisal reskript iz leta 1923, je trdil, da je bila prošnja frančiškanov napisana z lažmi oziroma prikrivanjem resnice, ker so iskali župnije, ki takrat še niso bile ustanovljene. Leta 1941 Bruno ponovno piše o tem vprašanju, da mu 21 župnij, ki naj bi bile pod škofom, ni bilo izročenih. Poleg tega je Bruno trdil, da je bil reskript iz leta 1923 ničen, ker frančiškani niso prejeli potrebnega dovoljenja Kongregacije za ustanove posvečenega življenja in družbe apostolskega življenja za prevzem župnij, določenih za škofijske duhovščine. Vendar je bil reskript ukinjen šele leta 1965. 

#### Druga svetovna vojna
Leta 1940 in v začetku leta 1941 so se Kraljevina Madžarska, Kraljevina Romunija in Kraljevina Bolgarija strinjale, da se bodo pridružile silam osi. Hitler je nato pritisnil na Jugoslavijo, naj se tudi pridruži Trojnemu paktu. Regent, princ Pavao, je popustil temu pritisku in 25. marca razglasil pristop Jugoslavije k Trojnemu paktu. 1941. . Ta poteza je bila izjemno nepriljubljena v častniškem zboru, kjer so dominirali Srbi, in v večini javnosti: velikem delu srbskega prebivalstva, pa tudi liberalcev in komunistov . Vojaški častniki so 27. marca 1941 izvedli državni udar in prisilili regenta k odstopu, medtem ko se je kralj Peter II, čeprav star le 17 let, razglasil za polnoletnega.  Ko je izvedel novico o puču v Jugoslaviji, je Hitler 27. marca izdal direktivo, v kateri je zahteval, da se Jugoslavija obravnava kot sovražna država. Nemci so začeli invazijo z zračnim napadom na Beograd 6. aprila.  Istega dne so Italijani so začeli z bombardiranjem Mo stara, ki je trajala več dni, med tem pa so bile poškodovane številne stavbe in katoliška cerkev.
10. aprila 1941 je bila ustanovljena Neodvisna država Hrvaška (NDH), ki je bila z demarkacijsko črto razdeljena med Nemčijo in Italijo. Mostarsko-duvanjska in Trebinjsko-mrkanska škofija sta popolnoma padli pod italijansko vplivno območje. Istega dne je prišlo do spopada med ustaškimi pristaši in jugoslovanskimi vojaki l. Mostar, ki je prevzel nadzor nad mestom.{{|Savić|2007|p=39}} Ostanki jugoslovanske armade, ki ji je poveljeval general Janković, so zasedli hrib nad škofijskim ordinariatom in streljali iz topov in mitraljezov. Da bi umiril situacijo in se izognil nadaljnjemu uničenju, je Mišić poklical Leo Petrović in ugledni odvetnik Cvitan Spužević, da se dogovorita za mirovna pogajanja z generalom Jankovićem. Katastrofi so se izognili, Janković pa je škodo povrnil iz vojaškega proračuna. Jugoslovanska vojska je mesto zapustila, italijanska vojska pa ga je zasedla 16. aprila. Italijani so mesto upravljali do 28. aprila, ko so oblast prenesli na novoustanovljeno oblast NDH.
V okrožnici z dne 9. maja 1941 katoliškim župnijam mostarsko-duvanjske in trebinjsko-mrkanske škofije je Mišić pozdravil ustanovitev NDH. V njem je poglavarja NDH, poglavarja Anto Pavelića, označil za "zglednega krščanskega katolika". Potem ko je jugoslovanska vojska zapustila območje, je sledila vrsta zločinov nad srbsko prebivalstva potekalo. Razbojniški ustaški odredi so brez nadzora pobili Srbe v Prebilovcih. Proti tem umorom je protestirala katoliška duhovščina. Zločine sta cerkvenim oblastem prijavila domači župnik Jozo Zovko in Andrija Majić, ki sta »jokano pripovedovala o grozotah«. Po zbiranju dokazov je Mišić poslal Majića, da prijavi zločine zagrebškemu nadškofu Alojziju Stepincu.
Mišića poleg zagrebškega nadškofa Alojzija Stepinca prištevajo med katoliške prelate, ki so nasprotovali ustaškemu nasilju. Srbi v Ljubinju, Stocu, Gornjem Hrasnu, Klepcih, Šurmancih, Mostar, Ljubuško in Međugorje. 7. novembra je Mišić napisal poročilo predsedstvu škofovske konference NDH, v katerem je govoril o zločinih na območju Mostarja:

»Ljudi so lovili kot zveri«. Klali so, pobijali, - žive metali v brezno. V jame so metali ženske, matere z otroki, odrasla dekleta, otroke in ženske. Mostarski podžupan g. Baljić, muhamedanec, javno izjavlja, da bi moral kot uradnik molčati, da se ne bi razkrilo, da je bilo samo v Ljubinju v eno jamo vrženih 700 razkolnikov [pravoslavnih]. Šest vagonov, polnih žensk, mater in deklet, otrok, mlajših od deset let, je železnica odpeljala iz Mostarja in Čapljine na postajo Šurmanci, kjer so jih potegnili iz vagonov in odpeljali v hribe, žive matere in otroke pa odpeljali in vržejo v globoke kanale. Vse je bilo porušeno in pobito. V župniji Klepci je bilo pobitih 3700 razkolnikov iz okoliških vasi N.N. Ubogi ljudje, bili so mirni. Dalje ne bom našteval. Šla bi predaleč. V samem mestu Mostar so jih na stotine zvezali, odpeljali izven mesta in pobili tudi življenja, otroke in matere, ki so jim odpeljali in pobili može.

28. junija so se pojavile govorice, da bo sledila velika represalija nad srbskim prebivalstvom, zato je Pavelić izdal ukaz, s katerim je zagrozil s strogimi kaznimi tistim, ki bodo storili zločine nad Srbi. Vendar je ukaz imel le začasen učinek.  Mišić je 30. junija 1941 napisal drugo okrožnico, v kateri je tolmačil Pavelićev ukaz. Mišić se je v njem skliceval na peto zapoved in zahteval prenehanje pobojev ter se skliceval na Jezusov primer in dejal, da je dopolnil peto zapoved in pozval vernike, naj ne le ne ubijajo, ampak naj se tudi ne jezijo in ne maščuj se, ker "" po bogu je vsak brat".
3. maja 1941 je Pavelić razglasil zakonsko določilo »O prehodu iz ene vere v drugo«, 27. maja 1941 pa je Ministrstvo za bogočastje in pouk objavilo »Navodilo o prehodu iz ene vere v drugo«. Po tem so mnogi nekatoličani, večinoma pravoslavni Srbi, iskali spreobrnitev. 8. julija 1941 je Mišić v zvezi s tem poslal še eno okrožnico. V tej okrožnici je Mišić pisal proti prisilnemu in nasilnemu pokristjanjevanju in zahteval, da so spreobrnjenci iskreni v svojih namerah. Mišić je dejal, da so vsi dobrodošli v Katoliški cerkvi, duhovščini pa je sporočil, naj bo previdna z intelektualci, kot so duhovniki, učitelji in bogati, vendar naj bo bolj prijazna do navadnih državljanov, delavcev in obrtnikov. Duhovščino je učil, naj bo odprta in gostoljubna do katehumenov ter naj poudarja skupno vero pravoslavja in katolicizma. |prozelitizem]].
Mišić je pozneje v svoji kroniki zapisal, da je prišlo do spreobrnjenj v Ravnom, Stocu, Mostaru, Mostarskim Gorancima, Ljutem Dolcu, Gabeli, Klepcima in Humcu. Mišić piše, da so proces spreobrnitve izvedli posamezniki, ki so se prijavili civilnim oblastem in javno izjavili, da se spreobrnejo v katoličanstvo. Potem bi potrdilo o nameri spreobrnitve prinesli v župnijski urad, kjer bi prejeli potrdilo o sprejetju v katoliško skupnost. Nato bi bili deležni verouka, novorojenčki pa bi bili krščeni kot katoličani. Mišić ugotavlja, da so nekateri »ustaški odpadniki« aretirali in odpeljali spreobrnjene Srbe na množične poboje  Obtožbe: , ki živijo pomešani s katoličani, registrirani v katoliški cerkvi; pojdi St. Maše, poučevanje katoliške vere, krst otrok, - vsiljivci izdajajo ukazedočim so novokrščenci še v cerkvi sv. maši, jih ujamejo, stare in mlade, moške in ženske, jih preganjajo kot sužnje ... medtem ko so redki v maši v večnosti ..."
Mišić je v svojih zapisih zapisal, da je "vse to škodovalo hrvaški in katoliški stvari" in da bi se "če bi bil drugačen pristop, lahko zgodilo, da bi katoličani s tistimi, ki se spreobrnejo, postali večina v BiH, in tudi niso odvisni od milosti Mohamedancev, ki so znani po svoji nestanovitnosti, glede na čas so jim najbolj ustrezali".
Glede Judov je Mišić v isti okrožnici zapisal, naj bodo »skrajno previdni in zadržani«. Toda da bi jih rešil pred preganjanjem, je Mišić duhovnikom ukazal izdati potrdilo o spreobrnitvi v 
Jude, čeprav ni bil izveden noben postopek spreobrnitve.
Mišić je Stepincu poslal dve pismi. Poleti 1941 je bil del hrvaških prostovoljcev poslan na vzhodno fronto. 11. julija 1942 je Mišić prosil Stepinca, naj priskrbi katoliške kaplane za katoliške vojake. V svojem drugem pismu Stepincu Mišić prosi za pomoč pri zaščiti nedavnih spreobrnjencev Srbov, ki so bili odpeljani v koncentracijska taborišča, in prosi za njihovo izpustitev. Stepinac je pismo posredoval [[ Andrija Artuković| ] zahteva, da ga izpustijo iz taborišča.
Odnosi med Mišićem in hercegovskimi frančiškani so se poslabšali po ustanovitvi NDH. je kardinal Eugène Tisserant neuradnemu predstavniku NDH v Rimu Nikoli Rušinović, da so se frančiškani v Bosni in Hercegovini med vojno »odvratno« obnašali do beguncev, italijanskih vojaških in civilnih oblasti, škofov in predstavnikov Svetega sedeža v NDH. Obtožbe so vključevale udeležbo v nasilnih dogodkih med vojno, vpletanje v posvetne zadeve ter neposlušnost cerkveni oblasti in Svetemu sedežu.

### Smrt in dedovanje
Tik pred smrtjo je Mišić poskušal dobiti dediča. Najprej je želel, da bi ga zamenjal nekdo iz vrst bosanskih frančiškanov, nato pa je za svojega naslednika poiskal katerega od hercegovskih frančiškanov. Vendar je Sveti sedež molčal o njegovih predlogih. Leta 1937 so ga frančiškani prosili za imenovanje enega izmed imenuje za škofa koadjutorja.  Mišić je 28. junija 1940 predlagal Propagandi, da ga imenuje za škofa koadjutorja, vendar ni prejel odgovora. Konec Leta 1939 je škof Mišić poslal Propagandi tri kandidate za nasledstvo: fra Vendelina Vasilja, fra |p=109}}
Čeprav je bil videti zdrav, je Mišić 26. marca 1942 okoli poldneva nenadoma umrl za mizo, za posledicami kapi. Njegovo truplo je našel njegov tajnik, pater Boris Ilovača. Ker je bilo njegovo telo še toplo, so opravili še zadnji obred  Pogrebna maša je bila 29. marca v Mostarju, ki jo je vodil Ivan Šarić, gornjebosanski nadškof. Istega dne so njegovo truplo prenesli v samostansko cerkev na Petrićevcu, kjer je bila 31. marca še ena pogrebna maša, ki jo je vodil banjaluški škof Jozo Garić, nato pa je bil tam po lastni želji pokopan. Potres leta 1969 je porušil cerkev in samostan na Petrićevcu, zato so Mišićeve posmrtne ostanke poleti 1970 prenesli na tamkajšnje pokopališče.
Ob smrti škofa Mišića sta imeli mostarsko-duvanjska in Trebinjsko-mrkanska škofija tri svetovalce, dr. don Petra Čulo, brata Borisa Ilovačo in brata Leona Petrovića. Omenjena dva meniha nista imela potrebnih Sveti sedež dovoljenj, niti nista bila nikoli zaprošena. Torej v skladu s Zakonikom pravnih kanonov. , je vrhbosanski nadškof Ivan Šarić za kapitskega vikarja imenoval don Petra Čulo. Propaganda je odobrila njegovo imenovanje 10. aprila 1942. Čeprav so frančiškani upali, da bo Mišićev naslednik frančiškan, pa so njihovo upanje okrepile obljube voditelja NDH Anteja Pavelića, da bo frančiškana Radoslava Glavaša, da je Mišića nasledil frančiškan, je Sveti sedež 15. aprila 1942 Čulo imenoval za novega škofa.

## Časti

### Nagrade
- 60px Poveljniški križ z zvezdo reda Franca Jožefa.[33]
- 60px Red Svetega Save prve stopnje.[33]

### Ulice
- Ulica Biskupa Alojzija Mišića v Širokem Brijegu.

### Knjige
- Carmichael, Cathie (2015). A Concise History of Bosnia. Cambridge: Cambridge University Press. ISBN 9781107016156.
- Phayer, Michael. 2000. Katoliška cerkev in holokavst, 1930–1965. Indiana University Press. Bloomington in Indianapolis.
- Trevor-Roper, Hugh (1964). Hitler's War Directives: 1939–1945. Viborg: Norhaven Paperback. ISBN 1843410141.

### Članki
- Goluža, Božo (2006). »Judje v Mostarju (prispevek k resnici in jasnosti)«. Hum (1): 226–243.

### Sedež omrežja
- »Alojzije Mišić OFM (1912.-1942.)«. Biskupije Mostar-Duvno i Trebinje-Mrkan.{{navedi splet}}:  Vzdrževanje CS1: url-status (povezava)